# Maria Xosé Silvar
Maria Xosé Silvar, més coneguda com a SES o Sés (La Corunya, 12 de novembre de 1982) és una cantautora gallega.

## Trajectòria
Va començar la seva formació en el ball i en la música tradicional gallega. A més d'això, és mestra i llicenciada en filologia gallega i antropologia social.
Va ser l'any 2007 quan va crear el grup Chámalle Xis! Juntament amb altres tres amics. Van ser un dels grups revelació d'aquell any i un dels guanyadors del concurs ACORUÑA Són, apadrinat per Santiago Auserón. Després de més de 30 concerts per tot Galícia amb Chámalle Xis! i després de col·laborar amb grups i artistes com Zënzar, Xabier Díaz, Xosé Bocixa i Guillerme Fernández, el 2010 Maria va gravar una maqueta amb tres temes "Tola tras de ti", Admirando a condición i Se et vas, produïda per Airapro.
El març de 2011 va gravar el seu primer àlbum d'estudi anomenat Admirando a condición, i el 7 juny de 2013 va presentar el segon àlbum Co xenio destrozado, al Teatre Principal de Santiago de Compostel·la. El 2015 va sortir a la venda el seu tercer disc: Tronzar os valos. Al novembre de 2016 llança el single A Pau Esquiva, preludi del seu quart àlbum: Opoñerse á extinción, que es va llançar el 2 de desembre de 2016. Al novembre de 2017 presenta el senzill Readmirando a condición, preludi del seu cinquè àlbum d'estudi, que recull a més les onze cançons del seu primer àlbum, Admirando a condición (2011), de les que sempre s'havia queixat dels arranjaments fets llavors; aquesta vegada les dotze cançons estan musicades i arreglades per la mateixa Sés, que exerceix de productora musical i executiva.

## L'agrupació
Sés es presenta en tres formats diferents:
- Banda completa de 11 músics,
- Formació reduïda (guitarra, baix, bateria i veu),
- Format acústic, acompanyada pel guitarrista Tito José Calviño.

Els músics que completen Sés són David Pau (saxofon, clarinet, arranjador i productor), Tito José Calviño a la guitarra, Pablo Cedeño al baix, Miguel Queixàs i Lorena Martín a la bateria, José Rodríguez al saxofon, Moncho Ces a la trompeta, Cristian Leggiero al teclat i Aixa Romay, Lucía Souto i Carla Álvarez en els cors. Xabi Cid Sotelo a la bateria al 2019.

## Discografia
- Admirando a condición (2011)
- Co xenio destrozado (2013)[4]
- Tronzar os valos (2015)[5]
- Opoñerse á extinción (2016)[6]
- Readmirando a condición (2017)[2]
- Rabia ao Silencio (2019)
- Liberar as arterias (2020)[7]
- Diante un eco (2022)